# Latécoère 631
Dimensions
Le Latécoère 631 est un hydravion transatlantique civil. Fleuron de l'industrie Latécoère, il fut le plus grand hydravion de son époque. Le prototype fut saisi par les Allemands pendant l'Occupation, et bombardé par les Alliés.
Les derniers Latécoère 631 ont été retirés du service en 1955 après la perte de quatre appareils :
- no 7 (compagnie SNCAN) perdu en mer, dans la Manche au large du Havre ;
- no 6 (compagnie Air France) perdu dans l'Atlantique-sud ;
- no 3 (compagnie SEMAF), perdu au large du Cap Ferret ;
- no 8 (compagnie France-Hydro), perdu au Cameroun.

Symbole du transport aérien français au sortir de la guerre, avec le choix erroné de l’hydravion qui sera abandonné au profit des avions de ligne terrestres, appareil de gros tonnage et à grand rayon d'action, le Latécoère 631 n’aura réalisé qu’une courte carrière commerciale de 1945 à 1955.
Malgré tout, les Laté 631 (4 appareils réellement exploités sur les 10 construits) auront à leur actif d’avoir pu réaliser pendant un an la plus longue liaison commerciale sans escale de leur époque, reliant Port-Étienne à Fort-de-France soit 4 700 km non-stop, battant au passage quelques records du monde, lors de la liaison reliant Bordeaux à la Martinique mise en place à partir du 25 juillet 1947.

## Historique

### Utilisation commerciale: première liaison régulière entre la France et les Antilles
La première liaison aérienne régulière entre la France et les Antilles démarre le 25 juillet 1947. Les passagers parisiens embarquaient gare d'Austerlitz à 19 h 30 et gagnaient Bordeaux en train, vers minuit.
Un car Air France les conduisait alors à l'hydrobase des Hourtiquets sur l'étang de Biscarosse où le Latécoère 631 et l'équipage technique de huit navigants et de trois membres du personnel dits « complémentaires de bord » (un commissaire de bord et deux stewards) les attendaient.
Le décollage était prévu — en pleine nuit — à 3 h après service d'un buffet à l'hydrobase. Commençait alors un vol de dix à douze heures à destination de Port-Etienne (l'actuel Nouadhibou) alors dans la colonie de la Mauritanie, soit 3 200 km. Après une escale de quatre heures nécessaires à l'avitaillement avec des pompes à main de 32 000 litres d'essence, l'appareil entamait son vol transocéanique de 4 700 km vers Fort-de-France, d'une durée de seize à vingt heures, selon les vents. Le plus souvent, il ne volait guère à plus de 2 500 m et sa vitesse d'exploitation variait entre 280 et 300 km/h. Compte tenu du décalage horaire, l'arrivée à destination avait lieu au petit matin du surlendemain du jour de départ de Paris. Air France avait compris qu'avec de pareilles durées de vol cet avion ne pourrait concurrencer les paquebots qu'en offrant aux passagers un confort et un luxe qui s'en rapprocheraient, et ce pour 117 000 francs français de l'époque aller-retour (environ 9 200 euros en prenant en compte l'inflation en 2023). On a cherché à soigner l'insonorisation (par projection d'amiante sur la coque et adjonction d'un voile de verre) et l'appareil comportait quarante-quatre sièges — des fauteuils en cuir — transformables la nuit en couchettes avec draps et couvertures, répartis en cabines de deux ou quatre passagers chacune séparées par des rideaux, une majorité d'entre elles comportant des lavabos. Il comportait aussi un luxueux bar avec tables et fauteuils, malheureusement situés au droit des hélices dans la zone de bruit maximal, et une cuisine avec table de travail, cuisinière à gaz et réfrigérateur pour la confection par les stewards, à l'époque, obligatoirement de formation hôtelière, de repas servis chauds en vol. Ceux-ci avaient la charge, avec un repos très réduit, d'assurer un service de trente-cinq heures d'affilée, y compris l'escale, qui incluait même le lavage de la vaisselle. Il y eut 23 rotations avant la fin de la liaison causé par la perte de deux appareils en 1948 dont l'appareil n°6, le seul à porter les couleurs d'Air France le 1er aout 1948.

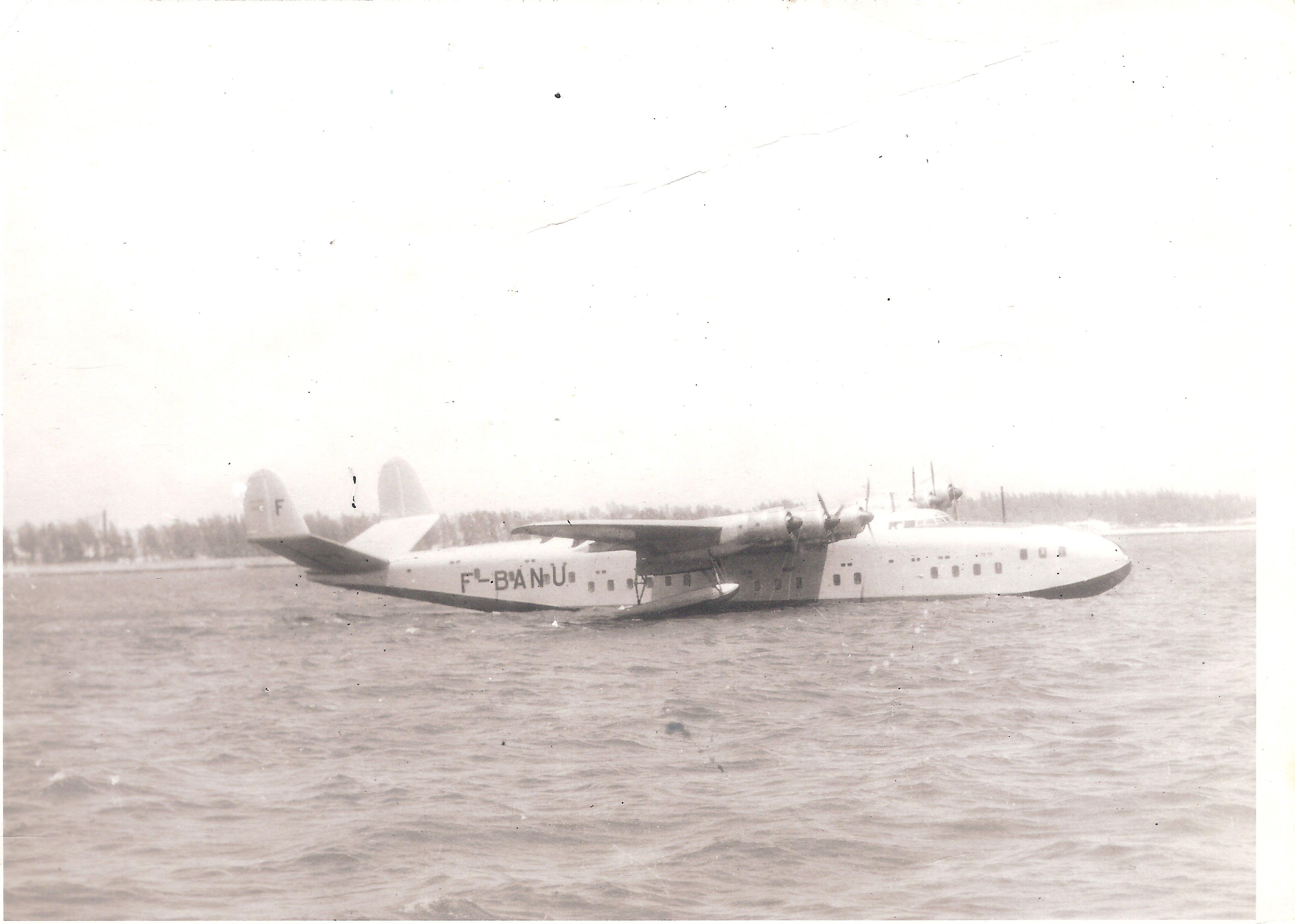
Latécoère 631 F-BANU Henri Guillaumet Dakar 1947

### Accident duno6en 1948
Le 31 juillet 1948 le Latécoère 631-06 immatriculé F-BDRC disparaît dans l'océan Atlantique avec à son bord 52 personnes dont 40 passagers. Ce vol devait relier Fort-de-France à Port-Étienne (Mauritanie). L'accident pourrait être dû à une explosion partielle en vol.
Il se perd à 1 200 milles marins à l'ouest de Dakar, où le garde-côtes américain Campbell en retrouve des débris le 4 août mais aucun survivant.

### Tentative de réhabilitation dans le transport de fret au Cameroun et désastre définitif
En avril 1950, les Latécoère 631 sont interdits de vol à la suite de la perte du no 3 appartenant à la Société d'exploitation du matériel aérien français (SEMAF), alors qu'étaient menés avec lui des essais visant à comprendre les causes de la perte du no 6, abîmé en mer le 28 mars 1950 au large du Cap Ferret, tuant les 12 membres d’équipage. Louis Demouveaux, chef-pilote chevronné à la SEMAF et qui avait participé à la refondation de la Compagnie générale transsaharienne, en 1946, quitte la SEMAF, transite par la STA (Société transatlantique aérienne) qui opère en AEF, puis fonde la société France-Hydro en octobre 1951.
Les autorités françaises ont décidé d'affecter la flotte au transport de fret, plus précisément du coton entre le lac Léré au Tchad et le port de Douala au Cameroun français. Un avion, le no 8 F-BDRE, commence la rotation en mars 1953.
En octobre 1954, France-Hydro vient de finir de racheter toute la flotte des sept Latécoère 631 et elle compte réintroduire en service sa seconde unité sous quelques mois, la fiabilité du modèle semblant définitivement acquise après trois années d'observation et d'exploitation à pleine charge (jusqu'à 75 t), de sa première unité, reprise à la SEMAF.
Mais le 11 septembre 1955, les huit membres d'équipage du no 8 F-BDRE, dont Louis Demouveaux, trouvent la mort dans le dernier accident d'un Laté-631, à mi-chemin entre Douala et le Lac Léré. Cet accident, dû à des conditions météo extrêmes, scella la fin des exemplaires restants de la série, qui sont tous démantelés.

## Série
- no 1 immatriculé F-BAHG[2] puis 63+11 dans la Luftwaffe : prototype ayant effectué son premier vol le 4 novembre 1942 avec le pilote Pierre Crespy. Réquisitionné par les autorités allemandes, il est détruit par une attaque de « chasse libre » d'un Mosquito du 605 Squadron de la RAF sur le lac de Constance, le 7 avril 1944.
- no 2 immatriculé F-BANT Lionel de Marmier : perd une hélice le 31 octobre 1945 lors d'un vol de démonstration en Uruguay, provoquant la mort de 2 passagers[7]. Il existe une relation de première main de l'accident par l'écrivain et chroniqueur Jacques Perret qui était présent à bord[8]. Il est réformé en 1954 après 420 heures de vol et sera le dernier appareil de la série ferraillé fin 1963[1].
- no 3 immatriculé F-BANU puis F-WANU - Henri Guillaumet : affecté sur la ligne des Antilles au sein de Air France, puis versé à la SEMAF, il s’écrase lors d'un vol d'essai, au large du Cap Ferret, sur rupture de commandes d'ailerons le 28 mars 1950[9]. Il n'y a aucun survivant parmi les 12 personnes se trouvant à bord.
- no 4 immatriculé F-BDRA : affecté sur la ligne des Antilles au sein de Air France, il est réformé après 840 heures de vol et ferraillé après 1956.
- no 5 immatriculé F-BDRB : stocké à Biscarrosse, il est ferraillé après 1956.
- no 6 immatriculé F-BDRC : affecté à la ligne des Antilles au sein de Air France, il est perdu corps et biens le 31 juillet 1948 au-dessus de l'Atlantique-Sud, à la suite d'une explosion en vol, faisant 52 victimes. Il avait fait une visite en rade de Genève du 12 au 14 juin[10] de la même année.
- no 7 immatriculé F-BDRD : de la société SNCAN, il s'écrase en mer dans la Manche, au large du Havre, le 21 février 1948, faisant 20 victimes.
- no 8 immatriculé F-BDRE : de la société France-Hydro, il totalisait 2 000 heures de vol, lorsqu'il s'écrasa au Cameroun le 1er septembre 1955, faisant 16 victimes.
- no 9 immatriculé F-BDRF puis F-WDRF : achevé en 1948, il est stocké à Biscarrosse puis ferraillé après 1956, avant utilisation[1].
- no 10 immatriculé F-BDRG puis F-WDRG : stocké à Biscarrosse en 1949, il effectua 3 heures 44 de vol et fut ferraillé après 1956[1].
- no 11 immatriculé F-BDRH : livré inachevé à Biscarrosse en septembre 1948, il est ferraillé alors qu'il était en cours d'assemblage, après 1956[1].